# Poritia demaculata
Poritia demaculata är en fjärilsart som beskrevs av Hans Fruhstorfer 1912. Poritia demaculata ingår i släktet Poritia och familjen juvelvingar. Inga underarter finns listade i Catalogue of Life.